# Itqiy
Метеорит Itqiy — це багатий на енстатит кам'яно-залізний метеорит. Він класифікується як енстатитовий хондрит групи EH, який майже цілком розплавився, а тому є дуже незвичним для даної групи. Були також запропоновані інші варіанти класифікації, і станом на 2014 рік навколо цього питання точаться наукові дебати.

## Історія
Падіння метеорита Itqiy відбулося у 1990 році на території Західної Сахари, а свою назву від отримав від маленького хутора. Один екземпляр був віднайдений кочівником невдовзі після падіння, а другий був виявлений вже у липні 2000 року Марком, Люком та Джимом Лабеннами, які займалися пошуком метеоритів саме у цій самій місцевості. Метеорит був вперше описаний у 2001 році.

## Мінералогія та петрологія
Itqiy — це кам'яно-залізний метеорит, який складається із 78% енстатиту та 22% метеоритного заліза. До метеоритного заліза входить в основному камасит із 5,77% нікелю. Присутня також невелика кількість інших мінералів, таких як троіліт, сульфіди Mg-Mn-Fe та Fe-Cr.

## Класифікація
У 2001 році Itqiy був описаний як «позагруповий енстатитовий метеорит». Виправданням для такого визначення було те, що Itqiy є каменем, який сформувався шляхом часткового плавлення енстатитового хондрита. У 2006 році метеорит було класифіковано як представника групи EH, петрологічний тип 7, при цьому роблячи наголос на сильному метаморфізму екземпляра. У 2008 році було висловлено ствердження, що метеорит Itqiy являє собою залишок енстатитового хондрита, який частково розплавився — приблизно на 20%, внаслідок чого був усунений плагіоклаз. У 2011 році було висловлено припущення, що метеорити Itqiy, QUE 94204, QUE 97289, QUE 97348, NWA 2526, а також ймовірно Yamato 793225 є представниками нової, окремої групи, і повинні називатися «примітивними енстатитовими ахондритами».

## Батьківське тіло
У 2010 році було висловлено припущення, що NWA 2526 та Itqiy походять із спільного батьківського тіла.